# Ёнджо (ван Чосона)
Ёнджо (кор. 영조, 英祖, Yeongjo), также Ёнджо-тэван (кор. 영조대왕, 英祖大王, Yeongjo Daewang «ван Ёнджо Великий») — 21-й ван корейского государства Чосон, правивший с 16 октября 1724 по 22 апреля 1776 года. Имя — Кым (кор. 금, 昑, Geum). Второе имя — Квансук (кор. 광숙, 光叔, Gwangsuk).
Посмертный титул — Хёнхё-тэван.

## Жизнеописание
Ёнджо был вторым сыном короля Сукчона от госпожи Сук-бин из клана Чхве. Он вступил на престол после ранней смерти старшего брата, правившего всего четыре года и вошедшего в историю как Кёнджон.

### Внутренняя политика
Во время правления Ёнджо, а впоследствии и его внука Чонджо, в Корее господствовала конфуцианская религия. Сам король с большим интересом относился к философии Конфуция и старался назначать на важные государственные посты чиновников-конфуцианцев. Эпоха короля была также ознаменована деятельностью легендарного секретного правительственного инспектора Пак Мунсу (1691—1756) — человека, которому корейцы со всей страны могли жаловаться на коррупцию среди чиновников.
Правления Ёнджо было эпохой реформ. В 1728 году, после борьбы с партиями и подавление мятежа Ли Ин Джва (кор. 이인좌), он провозгласил политику «умиротворения». Основные принципы этой политики были следующими: осознавая пагубность влияния фракционной борьбы на государственное управление, ван объявил, что отныне при назначении на пост чиновников не будет приниматься во внимание их партийная принадлежность, и попытки чиновников протаскивать на должность людей только из своей партии будут пересекаться. Эта политика проводилось Ёнджо последовательно и продолжалась почти полвека. 1734 году Ёнджо создал специальный комитет по проведению реформ, на котором лежала вся ответственность. Значимым мероприятием Ёнджо при своем правлении была налоговая реформа, ряд законов. В 1745 году в провинции страны были направлены инспекторы, который были должны наблюдать за положением в регионах и подготовить десятимесячный доклад вану Ёнджо. В 1746 году под руководством Ёнджо был составлен новый закон «Соктэджон», который сменил старый закон «Кенгук тэджон», созданный еще в XV веке. В 1750 году вступил в силу закон «Об уравнении повинности» (конъёкпоп). По этому закону, количество взимаемых с крестьян налогов сократилось до 1 пхиль. Однако от крупных землевладельцев взамен дополнительно собирали по 2 ту зерна с каждого кёль зерна. Помимо землевладельцов, новым военным налогом также облагались рыбаки, владельцы солеварен и кораблей. Таким образом, этот закон о повинности был направлен на облегчение жизни крестьян при сборе средств на военные расходы.
C XVII века через Китай и Японию в Корею начали завозить новые виды сельскохозяйственных продуктов из Европы и Америки. В 1763 году был ввезен батат, который начали выращивать в южных частях Чосона.
Ёнджо стал первым корейским монархом, принявшим меры против усиления римско-католического влияния в Корее. Особенную популярность католицизм приобрел в провинциях Канвондо и Хванхэдо. В 1758 году эта религия была объявлена вне закона, и корейские власти стали арестовывать и репрессировать католических миссионеров.
При королях Ёнджо (1725—1776) и Чонджо (1777—1800) под влиянием идеи сирхак возрастает интерес к корейскому языку и письму [4, стр. 28].

### Внешняя политика
При Ёнджо Чосон установил дипломатические связи с Цинской империей и Японией. Несколько раз в Чосон прибывало посольство из Цинской империи. В 1725 и 1738 годах в Цин было направлено корейское посольство. Первое посольство было направлено во главе с Ким Хе Гуном. В ответ в 1725 году прибыло цинское посольство во главе с Акдуном. Второе посольство было направлено в 1738 году во главе с Ким Чжэ Ро. Дипломатические отношения Кореи с Китаем велись по конфуцианской форме «Садэ». В 1748 году в Японию было отправлено посольство во главе с Хон Гёхи, корейская сторона поздравила Токугава Иэсигэ в связи с назначением его новым сёгуном. В 1764 году правитель Чосона отправил в Японию посольство во главе с Чо Ом, корейская сторона поздравила Токугава Иэхару в связи с назначением его новым сёгуном. В том же году были прекращены отношения с Японией, причиной чего послужило недовольство японской власти расходами на приём корейского посольства, состоявшего из 400—500 человек.

### Казнь сына
Единственным неприятным инцидентом, произошедшим в эпоху правления Ёнджо, была казнь его сына, наследного принца Садо. Принц страдал от психического заболевания, неоднократно убивал обслугу, а его связь с фрейлиной собственной бабушки считалась половым извращением. Ёнджо, согласно регламенту суда, не мог убить сына собственноручно, и тогда, в жаркий июльский день 1762 года, Садо приказали подняться в большой деревянный рисовый ящик. Наследный принц находился в ящике в течение восьми дней, после чего умер от голода и удушья. С этого момента наследником стал считаться его внук, будущий ван Чонджо.

### Последние годы
Ёнджо умер 5 марта 1776 года (11 апреля по Григорианскому календарю), дожив до преклонного возраста. Сын Садо, Чонджо, стал монархом. В качестве мести за соучастие в принятии решения о казни Садо он репрессировал ряд высокопоставленных чиновников.
Ёнджо был похоронен в городе Кури, в комплексе гробниц Тонгурын, предназначенном для ванов и корейской знати, в одной могиле со своей второй женой.